# Masar Ömer
Masar Ömer (* 12. Juni 1993 in Espoo) ist ein finnischer Fußballspieler türkischer Abstammung, der seit 2020 beim IF Gnistan unter Vertrag steht.

## Karriere
Ömer begann seine Karriere bei EsPa, wo er von 2012 bis 2013 spielte und in 25 Spielen 16 Tore erzielte. Anschließend wechselte er zu PK-35 Vantaa, für die er von 2014 bis 2016 in 49 Partien 15 Tore schoss. 2017 schloss er sich FC Honka Espoo an und erzielte in 17 Spielen neun Tore.
Seit 2020 ist er im Verein IF Gnistan aktiv.